# 科爾希夫 (伊凡諾-法蘭科夫斯克州)
科爾希夫（羅馬化：Korshiv）是烏克蘭西部伊萬諾-弗蘭科夫斯克州科洛梅亞區科尔希夫市镇内的村莊及該市鎮的行政中心。面積14.1平方公里，2001年人口2,365，人口密度每平方公里167.73人。